# Егоров, Валентин Михайлович
Валентин Михайлович Егоров (16 сентября 1937 — 1 июня 1999, Москва) — советский хоккеист. Заслуженный тренер РСФСР. Заслуженный тренер России. Заслуженный тренер Украинской ССР.

## Биография
В составе молодёжной команды ЦСКА стал первым чемпионом страны среди молодёжи. Играя за команду г. Калинина, стал победителем класса «Б» 1956/57. После прохождения военной службы три сезона играл за «Авангард» Саратов, завершив карьеру из-за тяжёлой травмы.
Окончил институт физкультуры.[уточнить] В 1974—1979 годах — тренер СДЮШОР «Динамо» Москва. Первый старший тренер «Динамо» Харьков, созданного на базе молодёжной команды московского «Динамо». В сезоне 1983/84 — тренер «Динамо» Москва, в следующем сезоне — тренер «Динамо» Харьков, в 1987—1990 годах — старший тренер команды. Затем директор СДЮШОР «Крылья Советов» в Москве.
Окончил МГПИ им. Крупской
С 1994 года — главный тренер женской сборной России по хоккею. Серебряный призёр чемпионата Европы 1996.
Главный тренер женской команды «Лужники» / ЦСК ВВС Москва (1995/96 — 1996/97).
В сезоне 1997/98 — главный тренер клуба «СКА-Амур» Хабаровск.
Награждён медалью ордена «За заслуги перед Отечеством» II степени (1996).
Скончался 1 июня 1999 года в Москве. Похоронен на 23-м участке Ваганьковского кладбища в Москве.